# Ninguno de los tres se llamaba Trinidad
Ninguno de los tres se llamaba Trinidad („Keiner der drei hieß Trinidad“) ist eine spanische Italowestern-Komödie aus der Spätphase des Genres. Der von Pedro Luis Ramírez inszenierte Film wurde von der Kritik durchweg abgelehnt und ist im deutschen Sprachraum nicht erschienen. Uraufführung war am 10. Januar 1973.

## Handlung
In Willville lebt man mit den Taten der Banditenbrüder Doc, Bud und Ray Wesley. Alan Whitman wird als Sheriff dorthin geschickt, um aufzuräumen; um nicht den alten Amtsinhaber Currighan bloßzustellen, in dessen Tochter Lisa er verliebt ist, arbeitet er offiziell als sein Stellvertreter.
Als die Brüder das Kolonistenehepaar Bryan und Sheila überfallen, verhaftet Alan Bryan, der der Cousin der drei ist, da er ihn für den Bankräuber hält. Die Wesleys rauben währenddessen auch noch eine Bank aus und flüchten mit Lisa als Geisel. Sie kann sich jedoch befreien, ebenso wie Bryan, der von Alan verfolgt wird. Die beiden treffen, ebenso wie Lisa und Sheila und der alte Currighan in der Station Stonecreek zusammen; dort machen auch die Brüder Station, um weiter nach Mexiko zu fliehen.
Zusammen können Alan und Bryan die Banditen besiegen.

## Kritik
El País fand, die hausgemachte Komödie, die vom Boom und dem enormen Publikumserfolg der Spencer/Hill-Western profitieren möchte, habe gar nichts mit den Originalen zu tun.

## Bemerkungen
Die beiden Filmlieder „But you might fall in love“ und „Can't you hear the music play“ werden von John Campbell interpretiert.
Der Film, der in internationalen Fassungen mit englischen Fantasienamen im Vorspann aufwartet, spielte in Spanien bei rund 570.000 Besuchern etwa 96.000 € ein. In den meisten Fassungen treten fast alle Darsteller unter anglisierten Namen auf.